# IC 1365
IC 1365 ist eine elliptische Galaxie vom Hubble-Typ E im Sternbild Füllen nördlich der Ekliptik. Sie ist schätzungsweise 668 Millionen Lichtjahre von der Milchstraße entfernt.
Das Objekt wurde am 28. September 1891 von Edward D. Swift entdeckt.